# Yrsa
Yrsa är ett kvinnonamn med fornnordiskt ursprung med omdiskuterad betydelse. Det kan härstamma från ett fornnordiskt ord besläktat med latinets ursus (”björn”), alltså ”björnhona”. Eller vara besläktat med ordet yr med betydelsen ”den vilda”.
Namnet är mycket ovanligt, men de senaste åren har flera flickor varje år fått det. Den 31 december 2010 fanns det totalt 345 personer i Sverige med namnet, varav 245 med det som tilltalsnamn. År 2003 fick 8 flickor namnet, varav 5 fick det som tilltalsnamn.
Namnsdag i Sverige: 21 oktober (sedan 2001, namnet fanns också på 11 april under åren 1986-1992). I den finlandssvenska namnsdagslängden har Yrsa namnsdag 7 augusti sedan starten 1929, då en egen namnsdagskalender togs i bruk för finlandssvenskar.

## Personer med namnet Yrsa

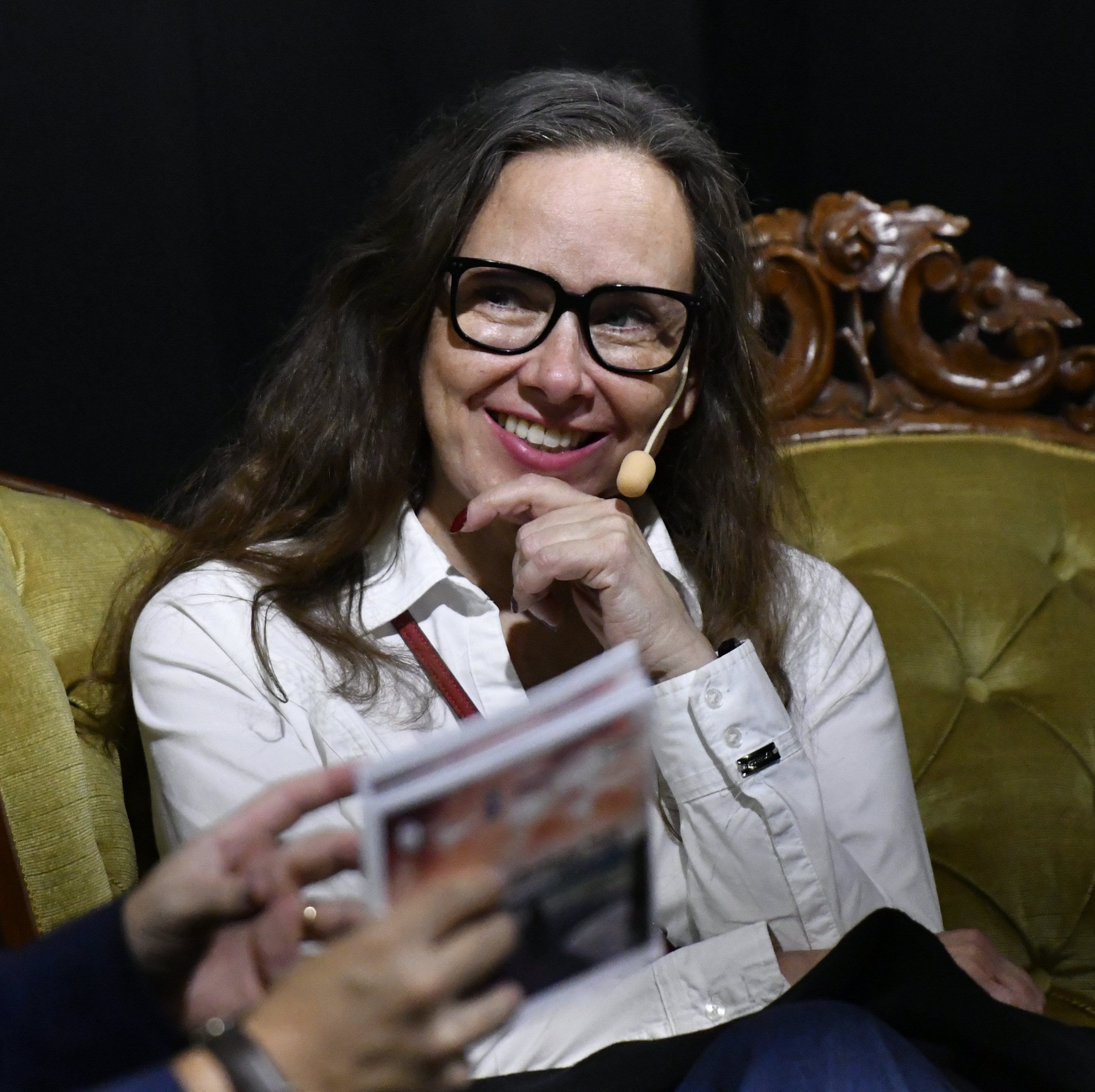
Yrsa Sigurðardóttir på bokmässan i Göteborg 2024.

- Ana-Yrsa Falenius, finlandssvensk skådespelare.
- Yrsa Sigurðardóttir, isländsk författare
- Yrsa Stenius, finlandssvensk journalist och författare
- Yrsa Walldén, författare

## Fiktiva figurer med namnet Yrsa
- Yrsa (500-talet), sveakungen Adils maka samt mor till Rolf Krake,se Adils den mäktige
- Yrsa, frejaprästinna i musikalen Hednadotter